# Gaglietole
Gaglietole is een plaats (frazione) in de Italiaanse gemeente Collazzone.